# Wallworkoppia parasensillus
Wallworkoppia parasensillus är en kvalsterart som först beskrevs av Sandór Mahunka 1999.  Wallworkoppia parasensillus ingår i släktet Wallworkoppia och familjen Oppiidae. Inga underarter finns listade i Catalogue of Life.